# (35316) Monella
(35316) Monella  es un asteroide perteneciente al cinturón de asteroides, descubierto el 11 de enero de 1997 por Marco Cavagna y Piero Sicoli desde el Observatorio Astronómico Sormano, en Italia.

## Designación y nombre
Monella se designó inicialmente como 1997 AW13.
Más adelante fue nombrado en honor al astrónomo aficionado italiano  Rinaldo Monella (n. 1957).

## Características orbitales
Monella orbita a una distancia media del Sol de 2,7339 ua, pudiendo acercarse hasta 2,4134 ua y alejarse hasta 3,0543 ua. Tiene una excentricidad de 0,1172 y una inclinación orbital de 12,3398° grados. Emplea en completar una órbita alrededor del Sol 1651 días.

## Características físicas
Su magnitud absoluta es 14,4. Tiene 4,180 km de diámetro. Su albedo se estima en 0,254.